# Roms portar
Roms portar (originaltitel The Gates of Rome) är en roman av Conn Iggulden från 2003. Den utgör första delen av fem i serien Kejsaren om Julius Caesars liv och död. De övriga delarna är i kronologisk ordning: Kungars Död, Svärdens fält, Krigets gudar och Gudarnas blod (övers. Leif Jacobsen).

## Handling
På ett gods utanför Rom växer Gajus och Marcus upp. Gajus far Julius vill ge pojkarna en god utbildning och anställer den gamle gladiatorn Renius att sköta deras träning till krigare. Gajus och Marcus vägar skiljs sedan åt där Gajus tar del av det politiska livet i Rom medan Marcus utbildas till legionär. När Gajus far Julius dör vänder sig Gajus till hans morbror Marius i Rom. Och där börjar han sin karriär inom politiken. Under tiden får Marcus ett rekommendationsbrev av Marius som han använder för att söka till en legion där han så småningom blir centurion i bronsnäven. I Rom möter Marius sin undergång under tiden, och Gajus tvingas fly till havs med skeppet Accipter. 